# Lądowisko Oleśnica
Lądowisko Oleśnica – lądowisko w Oleśnicy, położone we wschodniej części miasta, w województwie dolnośląskim, Lądowisko powstało w 2013, figuruje w ewidencji lądowisk Urzędu Lotnictwa Cywilnego. Właścicielem terenu jest powiat oleśnicki, zarządza lądowiskiem powiatowa spółka Lotnisko Oleśnica Sp. z o.o. 
Dysponuje betonowym pasem startowym o długości 2280 m.